# Svět se nezboří
Svět se nezboří (Le Ciel sur la tête, tj. Nebe nad hlavou) je francouzský televizní film z roku 2006 (stejné jméno nese vědeckofantastický film z roku 1965), který režíroval Régis Musset. Film popisuje příběh rodičů, kteří se vyrovnávají se skutečností, že jejich synové nesplní úplně přesně jejich očekávání.

## Děj
Manželé Rosine a Guy mají dva syny. Mladší Robin studuje a bydlí u rodičů, starší Jérémy pracuje v Paříži jako bankéř. Jednou v neděli přijede k rodičům na oběd a oznámí jim, že je gay a žije v Paříži s přítelem. Pro rodiče je to naprosto nečekaná zpráva. Zatímco matka se s faktem vyrovnává lépe, pro otce je to obtížně stravitelné. Navíc Robina přestává bavit studium a raději by se věnoval filmařině, se kterou se seznámil, když pracoval jako stážista při natáčení. Guy se chová stále více podrážděněji, což má vliv na vztah s manželkou i jeho přáteli. Rosine se ptá na radu svého kolegy v práci, který je také gay. Yvan ji s sebou vezme do Paříže do gay klubu, aby Rosine viděla tento svět i z jiné strany. Guy málem ztratí oba syny i manželku, než mu dojde, že s osudem svých dětí nic nenadělá a jeho manželka je mu především oporou.

## Obsazení
| Charlotte de Turckheim | Rosine |
| Bernard Le Coq         | Guy    |
| Arnaud Binard          | Jérémy |
| Olivier Guéritée       | Robin  |
| Franck de la Personne  | Yvan   |
| Stéphane Boucher       | Pascal |
| Thierry Desroses       | Serge  |
| Pierre Deny            | Marc   |
| Chantal Ladesou        | Nicole |

## Ocenění
- New York Lesbian and Gay Film Festival: nejlepší celovečerní film